# ماكسيم مينوت
ماكسيم مينوت هو سياسي فرنسي، ولد في 20 يوليو 1987 في كليرمون (وايز) في فرنسا. نشط حزبياً في الجمهوريون.

## مناصب
- انتخب  لترشحه ضمن قائمة Étouy [الإنجليزية]‏، خلال فترته النيابية ‏ (23 مارس 2014 – ).
- انتخب  خلال فترته النيابية ‏.
- انتخب Mayor of Étouy ‏ (1 مارس 2014 – 21 يونيو 2017).
- انتخب نائب فرنسي عن دائرة Oise's 7th constituency [الإنجليزية]‏ وقد انضم خلال فترته النيابية [الإنجليزية]‏ (21 يونيو 2017 – ) للكتلة البرلمانية Republican Right group [الإنجليزية]‏.